# Limàrev
Limàrev - Лимарев (rus) - és un poble (un khútor) de l'óblast de Bélgorod, a Rússia. El 2010 tenia 1 habitant. Pertany al districte (raion) de Rovenkí.